# Монтроуз (Колорадо)
Монтроуз (енгл. Montrose) град је у америчкој савезној држави Колорадо.

## Демографија
По попису из 2010. године број становника је 19.132, што је 6.788 (55,0%) становника више него 2000. године.
| Група             | 2000.         | 2010.          |
| Белци             | 9.877 (80,0%) | 14.380 (75,2%) |
| Афроамериканци    | 54 (0,4%)     | 90 (0,5%)      |
| Азијати           | 71 (0,6%)     | 137 (0,7%)     |
| Хиспаноамериканци | 2.143 (17,4%) | 4.137 (21,6%)  |
| Укупно            | 12.344        | 19.132         |